# 長體擬單角魨
長體擬單角魨，為輻鰭魚綱魨形目鱗魨亞目單棘魨科的其中一種，印度西太平洋區，包括澳洲、印尼、越南、巴布亞紐幾內亞海域，棲息深度1-7公尺，體長可達25公分，棲息在沙泥底質及藻礁，生活習性不明。